# Liste der Monuments historiques in Marignac (Charente-Maritime)
Die Liste der Monuments historiques in Marignac (Charente-Maritime) führt die Monuments historiques in der französischen Gemeinde Marignac auf.

## Liste der Bauwerke
| Bezeichnung       | Beschreibung              | Standort      | Kennzeichnung | Schutzstatus | Datum | Bild           |
| ----------------- | ------------------------- | ------------- | ------------- | ------------ | ----- | -------------- |
| Kirche Notre-Dame | Erbaut im 12. Jahrhundert | Usseau (Lage) | PA17000024    | Inscrit      | 2000  | weitere Bilder |
| Kirche St-Sulpice | Erbaut im 12. Jahrhundert | (Lage)        | PA00104792    | Classé       | 1896  | weitere Bilder |